# Alexander Andrejewitsch Besborodko

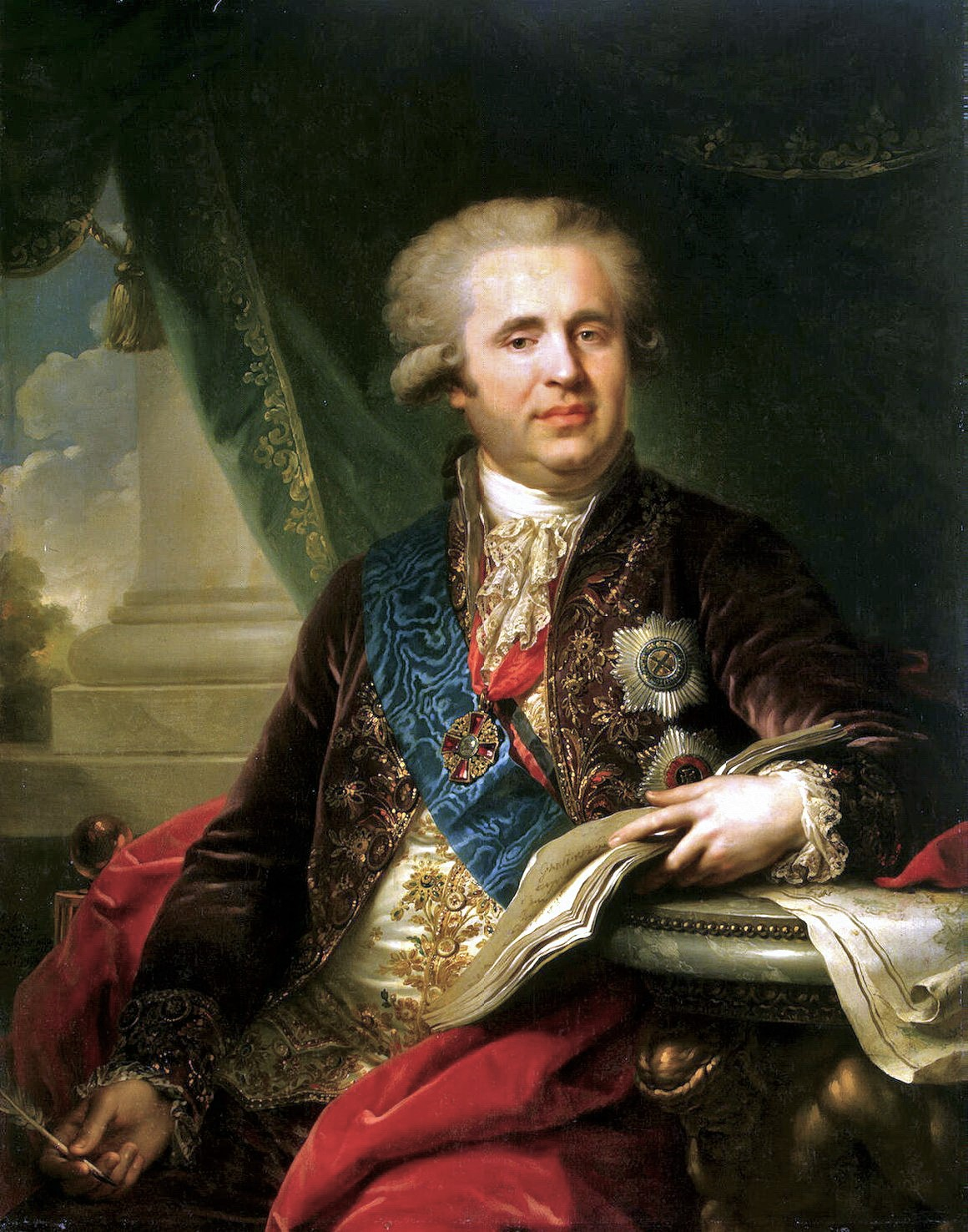
Fürst Alexander Andrejewitsch Besborodko (1792), Gemälde von Johann Baptist von Lampi

Fürst Alexander Andrejewitsch Besborodko (russisch Александр Андреевич Безбородко, * 17. März 1747 in Gluchow; † April 1799 in Sankt Petersburg) war ein russischer Staatsmann, zuletzt Kanzler.

## Leben

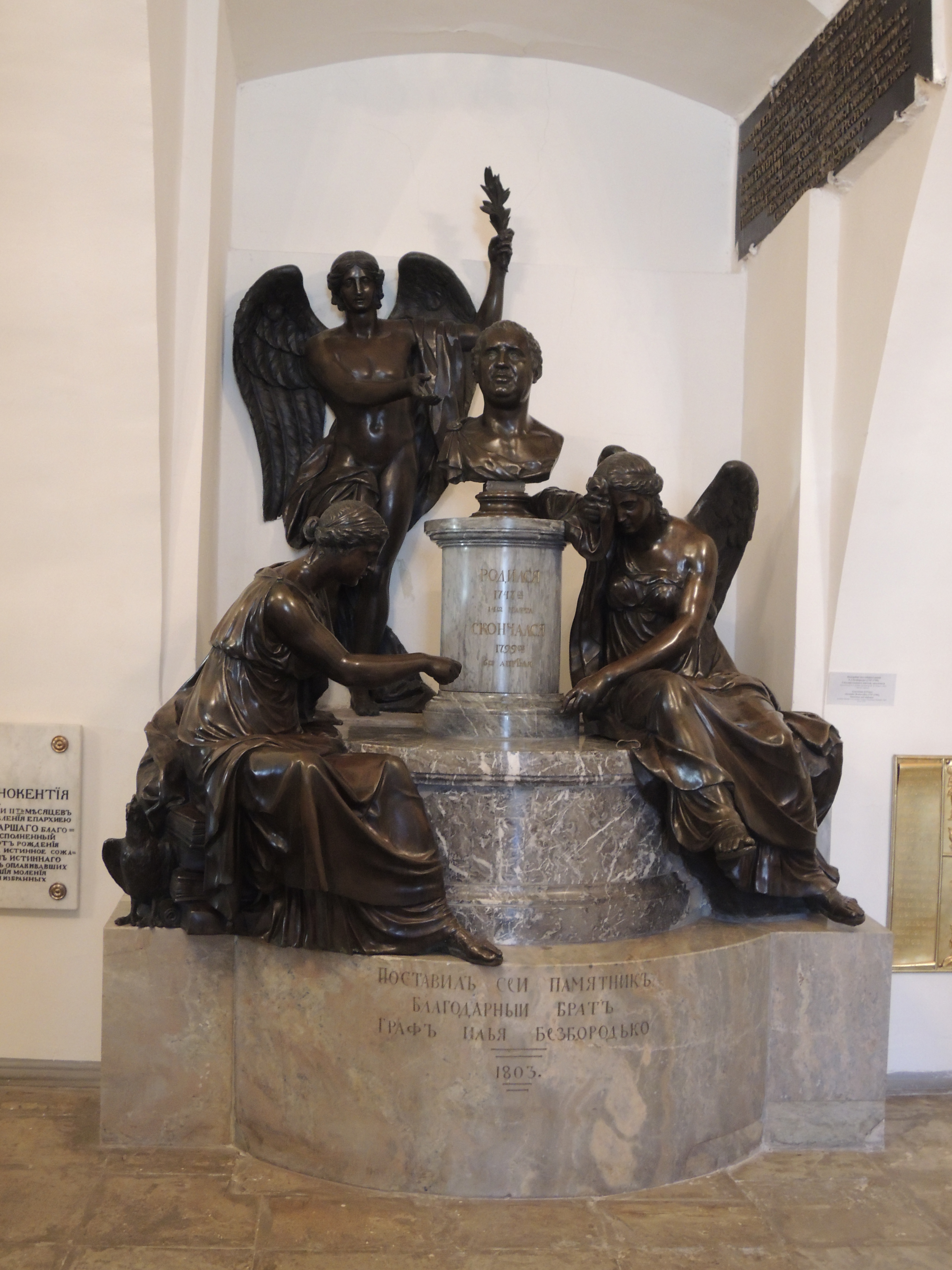
Grabmonument Besborodkos (1803)

Alexander Andrejewitsch Besborodko entstammte einem Geschlecht aus kleinrussischem Kosakenadel. Seine Eltern waren General Andrej Jakowlewitsch Besborodko (1711–1780) und Eudokia Michailowna Zabiela (1716–1803). Er hatte drei Schwestern und einen Bruder, Graf Elias Andrejewitsch Besborodko (1756–1815), russischer General und Senator.
Seine Ausbildung begann im elterlichen Haus, bevor er an die Akademie Kiew wechselte. Im Jahre 1765 trat Besborodko in den Staatsdienst. Er wurde Gouverneur unter dem ukrainischen Generalgouverneur Graf Pjotr Alexandrowitsch Rumjanzew-Sadunaiski. 1767 wurde er Mitglied am Kleinrussischen Gericht, trat jedoch unter dem Eindruck des Russisch-Türkischen Krieges zurück, wechselte zur Armee und rückte mit dem 18. Neschinski-Husarenregiment zum Bug vor. Er zeichnete sich im Krieg mehrfach aus, so auch in der Schlacht von Cahul. Für seine Verdienste wurde er am 22. März 1774 zum Oberst befördert. Gleichzeitig mit seinem Bruder wurde Besborodko vom deutschen Kaiser Joseph II. in den Reichsgrafenstand erhoben.
Nach seiner Ankunft in Moskau im Jahre 1775 wurde Besborodko im Schatten des Vizekanzlers Graf Osterman der wichtigste und einflussreichste unter den Staatssekretären Katharinas der Großen. Wichtige außenpolitische Themen wurden durch ihn bearbeitet und zur Zufriedenheit der Kaiserin und zum Vorteil Russlands zum Abschluss gebracht. Dazu gehörten unter anderem verschiedene Abkommen zur internationalen Schifffahrt in den Jahren 1780 bis 1783 oder Bündnis- bzw. Nichtangriffsverträge mit Österreich und Preußen im Jahre 1792 oder Großbritannien im Jahre 1794. Auch gilt er als einer der Architekten der dritten polnischen Teilung im Jahre 1795.
Bereits 1781 war Besborodko in den Rang eines Generalmajors avanciert, hatte 1782 das Großkreuz des Ordens des Heiligen Wladimir I. Klasse erhalten und war seit 1783 Mitglied der russischen Akademie. 1784 wurde er Wirklicher Geheimrat und erhielt den Alexander-Newski-Orden, zugleich rückte er in das Ministerium für auswärtige Angelegenheiten auf und erhielt das Gehalt eines Vizekanzlers. 1786 bekleidete er die Stellung des Kämmerers. Während eines Aufenthalts der Kaiserin in Kiew empfing er für sie Francisco de Miranda zu Beginn von dessen Russlandbesuch.
Nach der Thronbesteigung Pauls I. wurde Besborodko 1797 zum Kanzler berufen und in den Fürstenstand erhoben und am 8. Juli 1797 unter Nr. 307 als Ehrenmitglied in die Livländische Ritterschaft aufgenommen. Krankheitsbedingt wurde er bereits 1798 dienstunfähig. Seinem Besuch um Demission wurde jedoch nicht entsprochen, stattdessen wurde er beurlaubt, fand jedoch keine Genesung. Bis zu seinem Tode stieg er bis in den Rang eines Generalfeldmarschalls auf. Er wurde auch mit dem Orden der Heiligen Anna I. Klasse und dem Orden des Heiligen Andreas des Erstberufenen ausgezeichnet.  Er wurde auf dem Friedhof des Alexander-Newski-Klosters beigesetzt. Seine Statue befindet sich auf dem Nationaldenkmal Tausend Jahre Russland.

## Familie
Besborodko war nie in den Stand der Ehe getreten, obwohl er Frauen stets zugeneigt war. Aus der Beziehung zur Tänzerin Olga Dmitrijewna Karatygina hatte er eine Tochter, Natalia Veretsky (1790–1826). Sie wurde 1806 mit großer Mitgift an Oberst Saweliew vermählt und nach ihrem Tod im Kloster Tolschewsk begraben. Sein Alleinerbe wurde sein Bruder, der die Stammlinie fortsetzte.